# Sugiliet

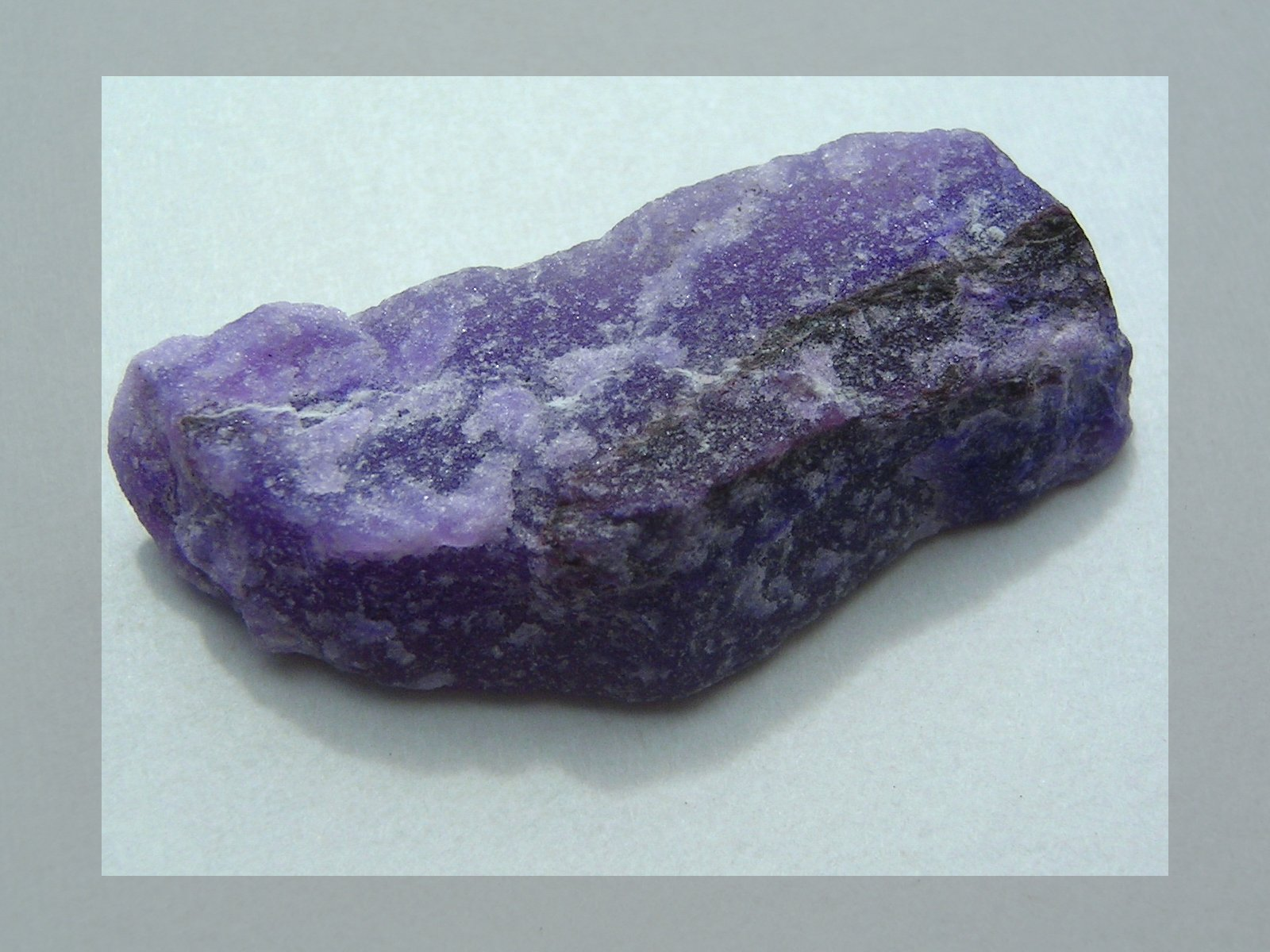
Een hoeveelheid Sugiliet-mineraal

Het mineraal sugiliet is een kalium-natrium-ijzer-mangaan-aluminium-lithium-silicaat met de chemische formule KNa2(Fe2+,Mn2+,Al)2Li3Si12O30. Het mineraal behoort tot de cyclosilicaten.

## Eigenschappen
Het doorzichtig tot doorschijnend bruingele, roze of paarse sugiliet heeft een glasglans, een witte streepkleur en de splijting is onduidelijk volgens het kristalvlak [0001]. De gemiddelde dichtheid is 2,74 en de hardheid is 6 tot 6,5. Het kristalstelsel is hexagonaal en de radioactiviteit van het mineraal is nauwelijks meetbaar. De gamma ray-waarde volgens het American Petroleum Institute is 54,07.

## Naamgeving
Het mineraal sugiliet is genoemd naar de Japanse petroloog Ken-ichi Sugi (1901-1948).

## Voorkomen
Sugiliet komt voornamelijk voor in metamorfe mangaan-houdende gesteenten en in alkalirijke stollingsgesteenten. De typelocatie is gelegen op het eilandje Iwagi in de prefectuur Ehime in Japan.